# يورغن كوشينسكي
يورغن كوشينسكي (بالألمانية: Jürgen Kuczynski)‏ (و. 1904 – 1997 م) هو اقتصادي، ومؤرخ اقتصادي من ألمانيا، وألمانيا الشرقية، وكان عضوًا في الأكاديمية الألمانية للعلوم في برلين، والأكاديمية الروسية للعلوم، توفي في برلين، عن عمر يناهز 93 عاماً.

## مناصب
تولى منصب عضو في مجلس الشعب ‏.

## التعليم
تعلم في جامعة إرلنغن نورنبيرغ.

## جوائز
حصل على جوائز منها:
- وسام نجمة صداقة الشعوب لألمانيا الشرقية [الإنجليزية]‏ (1979)
- Hervorragender Wissenschaftler des Volkes  [لغات أخرى]‏ (1972)
- Friedrich Engels Prize of the Academy of Sciences of the GDR  [لغات أخرى]‏ (1970)
- الجائزة الوطنية لجمهورية ألمانيا الديمقراطية
- راية العمل [الإنجليزية]‏
- نيشان كارل ماركس.

## روابط خارجية
- يورغن كوشينسكي على موقع IMDb (الإنجليزية)
- يورغن كوشينسكي على موقع مونزينجر (الألمانية)